# DKSH
DKSH eller DiethelmKellerSiberHegner (SIX: DKSH
) er en schweizisk servicevirksomhed, der er specialiseret i tjenester indenfor markedsekspansion, bl.a. outsourcing. Virksomheden har 32.600 ansatte fordelt på 870 lokationer.